# Сидни Харбър Бридж
Сидни Харбър Бридж (на английски: Sydney Harbour Bridge) е най-големият мост в Сидни, Австралия, и сред най-големите стоманени дъгови мостове в света. Той е сред основните забележителности на Сидни. Мостът е открит на 19 март 1932 година.
Мостът е автомобилен, железопътен и пешеходен. Сидни Харбър Бридж свързва деловия център на града със северния бряг, пресичайки залива Порт Джаксън.
Стоманената фермова дъга тежи 39 000 тона. Общата височина на конструкцията е 139 метра над нивото на морето, а височината под конструкцията е 49 метра, което осигурява преминаването на всякакви видове кораби под моста. Любопитен факт е, че височината на дъгата може да се увеличи с около 18 сантиметра в по-горещите дни в резултат на температурното разширение на металните елементи.
Общата дължина на моста е 1149 метра, ширината му е 49 метра, а общото му тегло е 52 800 тона. Стоманените конструктивни елементи на моста са свързани с нитове.